# Nambacola
Nambacola ist eine Ortschaft und eine Parroquia rural („ländliches Kirchspiel“) im Kanton Gonzanamá der ecuadorianischen Provinz Loja. Die Parroquia besitzt eine Fläche von 297,5 km². Beim Zensus 2010 wurden 4520 Einwohner gezählt.

## Lage
Die Parroquia Nambacola liegt in den Anden im Süden von Ecuador. Das Gebiet liegt in Höhen zwischen 980 m und 2667 m. Der Río Catamayo umfließt das Gebiet im Nordosten, im Norden und im Nordwesten in westlicher Richtung. Der 1840 m hoch gelegene Ort Nambacola befindet sich 10 km nördlich des Kantonhauptorts Gonzanamá sowie 28 km westsüdwestlich der Provinzhauptstadt Loja. Die Fernstraße E69 (Catamayo–Cariamanga) führt südöstlich an Nambacola vorbei.
Die Parroquia Nambacola grenzt im Norden, im Nordosten und im Osten an die Parroquia San Pedro de la Bendita, an das Municipio von Catamayo und an die Parroquia El Tambo (alle drei im Kanton Catamayo), im Süden an die Parroquias Purunuma und Gonzanamá, im Südwesten an die Parroquia Sacapalca sowie im Nordwesten an das Municipio von Catacocha (Kanton Paltas).

## Geschichte
Die Parroquia Nambacola wurde am 26. März 1897 im Kanton Loja gegründet. Am 27. September 1943 wurde die Parroquia Teil des neu geschaffenen Kantons Gonzanamá.